# Sciomystis amynias
Sciomystis amynias är en fjärilsart som beskrevs av Edward Meyrick 1919. Sciomystis amynias ingår i släktet Sciomystis och familjen äkta malar. Inga underarter finns listade.